# 科諾·麥勞夫林
科諾·麥勞夫林（英語：Conor McLaughlin；1991年7月26日—）是一位北愛爾蘭足球運動員，在場上的位置是右後衛。。他也代表北愛爾蘭的青年國家隊參賽。2011年，他首次代表北愛爾蘭成年國家隊參賽。他的弟弟瑞恩·麥勞夫林也是一位足球運動員。

## 外部連結
- Soccerway資料庫：科諾·麥勞夫林